# Фокс-Пойнт (Вісконсин)
Фокс-Пойнт (англ. Fox Point) — селище (англ. village) в США, в окрузі Мілвокі штату Вісконсин. Населення — 6934 особи (2020).

## Географія
Фокс-Пойнт розташований за координатами 43°9′29″ пн. ш. 87°54′5″ зх. д. / 43.15806° пн. ш. 87.90139° зх. д. (43.158182, -87.901447).  За даними Бюро перепису населення США в 2010 році селище мало площу 7,50 км², уся площа — суходіл.

### Клімат
| Клімат : Фокс-Пойнт          | Клімат : Фокс-Пойнт | Клімат : Фокс-Пойнт | Клімат : Фокс-Пойнт | Клімат : Фокс-Пойнт | Клімат : Фокс-Пойнт | Клімат : Фокс-Пойнт | Клімат : Фокс-Пойнт | Клімат : Фокс-Пойнт | Клімат : Фокс-Пойнт | Клімат : Фокс-Пойнт | Клімат : Фокс-Пойнт | Клімат : Фокс-Пойнт | Клімат : Фокс-Пойнт |
| Показник                     | Січ.                | Лют.                | Бер.                | Квіт.               | Трав.               | Черв.               | Лип.                | Серп.               | Вер.                | Жовт.               | Лист.               | Груд.               | Рік                 |
| Середній максимум, °C        | −1,1                | 1,1                 | 7,2                 | 14,4                | 20,6                | 26,1                | 28,9                | 27,2                | 23,3                | 16,1                | 8,3                 | 1,1                 | 14,5                |
| Середній мінімум, °C         | −10                 | −8,3                | −3,3                | 2,8                 | 8,9                 | 14,4                | 17,8                | 16,7                | 11,7                | 5,0                 | −1,1                | −7,2                | 4,0                 |
| Норма опадів, мм             | 35                  | 34                  | 41                  | 85                  | 84                  | 103                 | 94                  | 95                  | 81                  | 59                  | 60                  | 39                  | 810                 |
| ---------------------------- | ------------------- | ------------------- | ------------------- | ------------------- | ------------------- | ------------------- | ------------------- | ------------------- | ------------------- | ------------------- | ------------------- | ------------------- | ------------------- |
| Джерело: The Weather Channel |                     |                     |                     |                     |                     |                     |                     |                     |                     |                     |                     |                     |                     |

## Демографія
Згідно з переписом 2010 року, у селищі мешкала 6701 особа в 2747 домогосподарствах у складі 1859 родин. Густота населення становила 893 особи/км².  Було 2928 помешкань (390/км²).
Расовий склад населення:
| - 91,5 % — білих - 3,7 % — азіатів - 2,8 % — чорних або афроамериканців - 0,1 % — корінних американців |

До двох чи більше рас належало 1,4 %. Частка іспаномовних становила 2,4 % від усіх жителів.
За віковим діапазоном населення розподілялося таким чином: 22,8 % — особи молодші 18 років, 58,8 % — особи у віці 18—64 років, 18,4 % — особи у віці 65 років та старші. Медіана віку мешканця становила 45,6 року. На 100 осіб жіночої статі у селищі припадало 96,1 чоловіків;  на 100 жінок у віці від 18 років та старших — 91,3 чоловіків також старших 18 років.
Середній дохід на одне домашнє господарство  становив 153 141 долар США (медіана — 115 523), а середній дохід на одну сім'ю — 185 855 доларів (медіана — 139 932). Медіана доходів становила 95 402 долари для чоловіків та 69 940 доларів для жінок. За межею бідності перебувало 3,1 % осіб, у тому числі 2,3 % дітей у віці до 18 років та 5,8 % осіб у віці 65 років та старших.
Цивільне працевлаштоване населення становило 3340 осіб. Основні галузі зайнятості: освіта, охорона здоров'я та соціальна допомога — 31,1 %, науковці, спеціалісти, менеджери — 17,6 %, фінанси, страхування та нерухомість — 11,6 %, виробництво — 10,8 %.